# Ями (мифология)
Ями или Ямини (санскр. यमी, IAST: yamini, «ночь») — персонаж индийской мифологии, дочь Вивасвата и Саранью, сестра-близнец Ямы и бессмертных Ашвинов, по отцу — сестра Ману, Тапати и Шани. Ямини — богиня священной реки Ямуны, река Ямуна также связана с индуистским богом Кришной, она часто изображается чёрной, её вахана — черепаха.
В «Риг-веде» упоминается только один гандхарва — хранитель сомы, иногда отождествляемый с Сомой, супруг «женщины вод» Апсары, от него и Апсары рождаются первопредки людей — близнецы Яма и Ями.
В иранской мифологии Йимак, сестра Йимы. В тибетских верованиях Ями богиня смерти и правит женскими духами из преисподней Нарака. Она супруга Ямы, владыки преисподней. Согласно Бхагавата-пуране, Ями — дочь Дакши и его супруги Асикни.